# Sundeved
Sundeved (deutsch Sundewitt, Bedeutung „Wald am [Alsen-]Sund“) ist eine Landschaft in Nordschleswig im südlichen Dänemark. Sie liegt auf einer Halbinsel zwischen dem Aabenraa Fjord (deutsch Apenrader Förde) und dem Als Fjord im Norden, dem Als Sund (deutsch Alsensund) im Osten und der Flensburger Förde einschließlich der Halbinsel Broager Land im Süden. Bei der Abgrenzung nach Westen gibt es unterschiedliche Auffassungen.

## Geographie
In einem engeren Sinn wurde als Sundeved nur das Nybøl Herred (d. h. die Harde von Nübel) bezeichnet bzw. Sundeveds Westgrenze bereits bei Vemmingbund, der Bucht östlich von Broager, gesehen. Daneben war und ist auch heute eine ausgedehntere Auffassung gebräuchlicher, u. a. inklusive der Kirchspiele Varnæs Sogn und Gråsten-Adsbøl Sogn, bzw. die Ansicht einer Westgrenze bei der Sekundærrute 170.
Entsprechend dieser weiten Auffassung gehören zu Sundeved folgende Kirchspiele (dän.: sogne), von Westen nach Osten aufgezählt: Holbøl Sogn (deutsch Holebüll), Teile des Kliplev Sogn (deutsch Klipleff), Kværs Sogn (deutsch Quars), Rinkenæs Sogn (deutsch Rinkenis), Felsted Sogn (deutsch Feldstedt), Varnæs Sogn (deutsch Warnitz), Gråsten-Adsbøl Sogn (deutsch Gravenstein-Atzbüll), Egernsund Sogn (deutsch Ekensund), Broager Sogn (deutsch Broacker), Sottrup Sogn (deutsch Satrup im Sundewitt), Ullerup Sogn (deutsch Ulderup), Dybbøl Sogn (deutsch Düppel) und Nybøl Sogn (deutsch Nübel).
Das Sundewitt ist Teil des ostjütischen Hügellands und weist die typische Moränenlandschaft mit lehmreichen, fruchtbaren Böden auf. An einigen Stellen finden sich Steilküsten. Höchste Erhebung (68 m) sind die Düppeler Höhen (dänisch Dybbøl Banke) im Südosten nahe dem Alsensund, die in südlicher Richtung eine eindrucksvolle Panorama-Aussicht bieten. Ein beliebter Badestrand befindet sich in Vemmingbund; außerdem verläuft der Wanderweg Gendarmstien entlang der Südküste Sundeveds.

## Geschichte

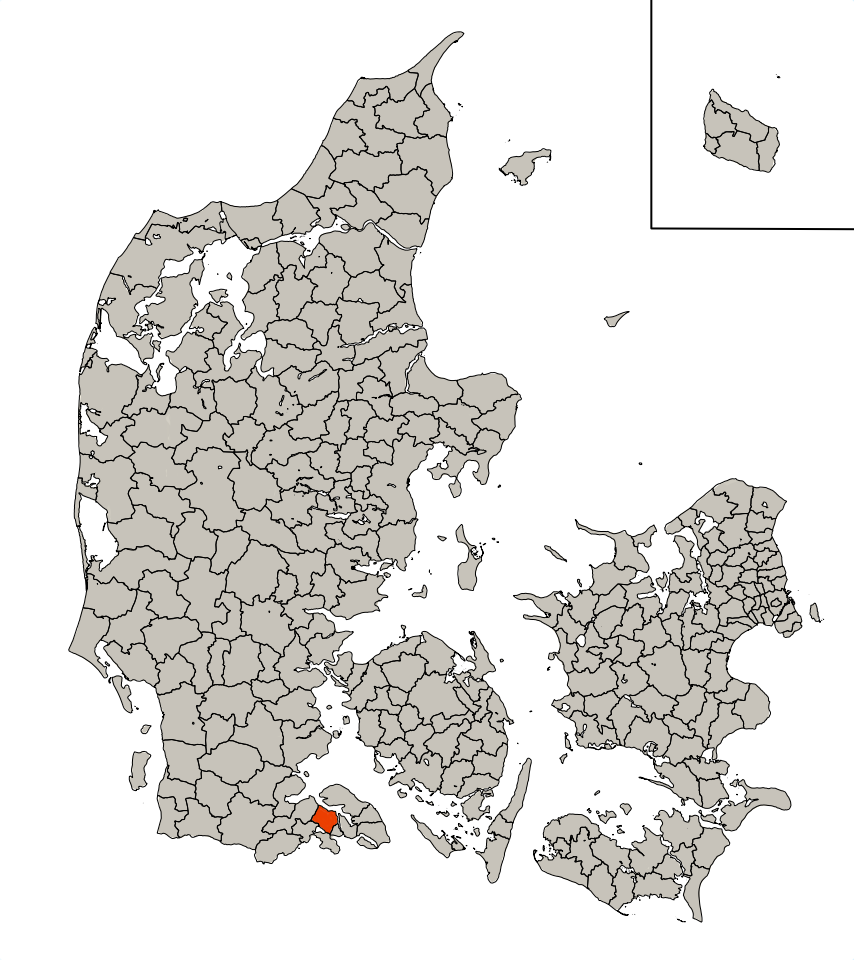
Lage der Sundeved Kommune (1968–2006)

Im Erdbuch König Waldemars von 1231 wird die Landschaft als Sundwith, das heißt „Sundwald“, genannt und dabei der Ort „Warnæs“ erwähnt. Die meisten Ortsnamen der Gegend sind aber späteren Ursprungs, da eine Bebauung relativ spät einsetzte.
Auf den Düppeler Höhen fand im April 1864 während des Deutsch-Dänischen Krieges die Schlacht von Düppel statt.
1968 tauchte der Name der Landschaft auch auf der politischen Landkarte auf, als sich die Sognekommunen Nybøl Sogn, Sottrup Sogn und Ullerup Sogn zur Sundeved Kommune zusammenschlossen. Seit der Kommunalgebietsreform 2007 liegt der größte Teil der Landschaft in der Sønderborg Kommune, die Kirchspiele Felsted, Holbøl, Kliplev und Varnæs jedoch in der Aabenraa Kommune.

## Bildergalerie

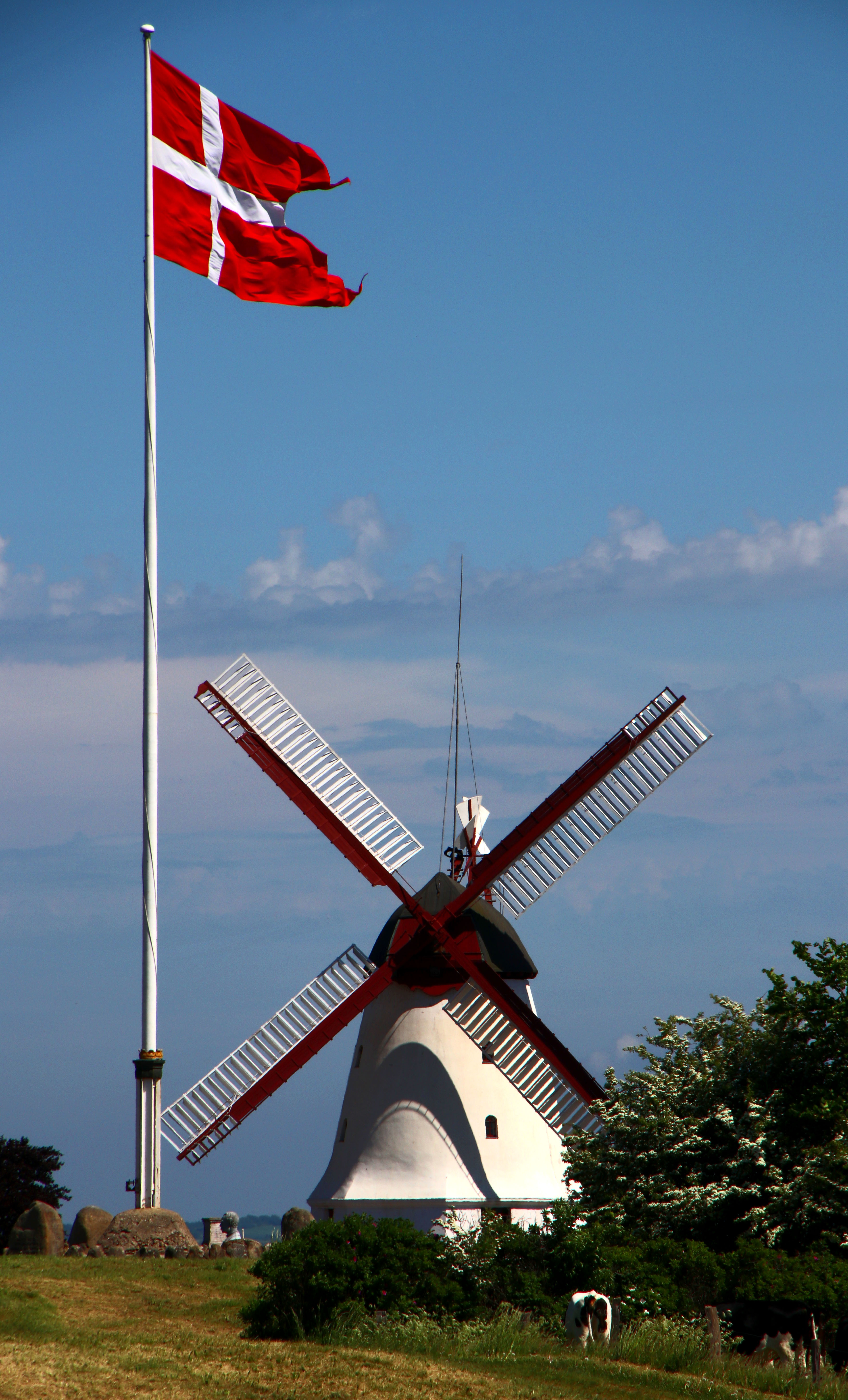
Die zweimal kriegszerstörte Düppeler Mühle, ein dänisches Nationalsymbol
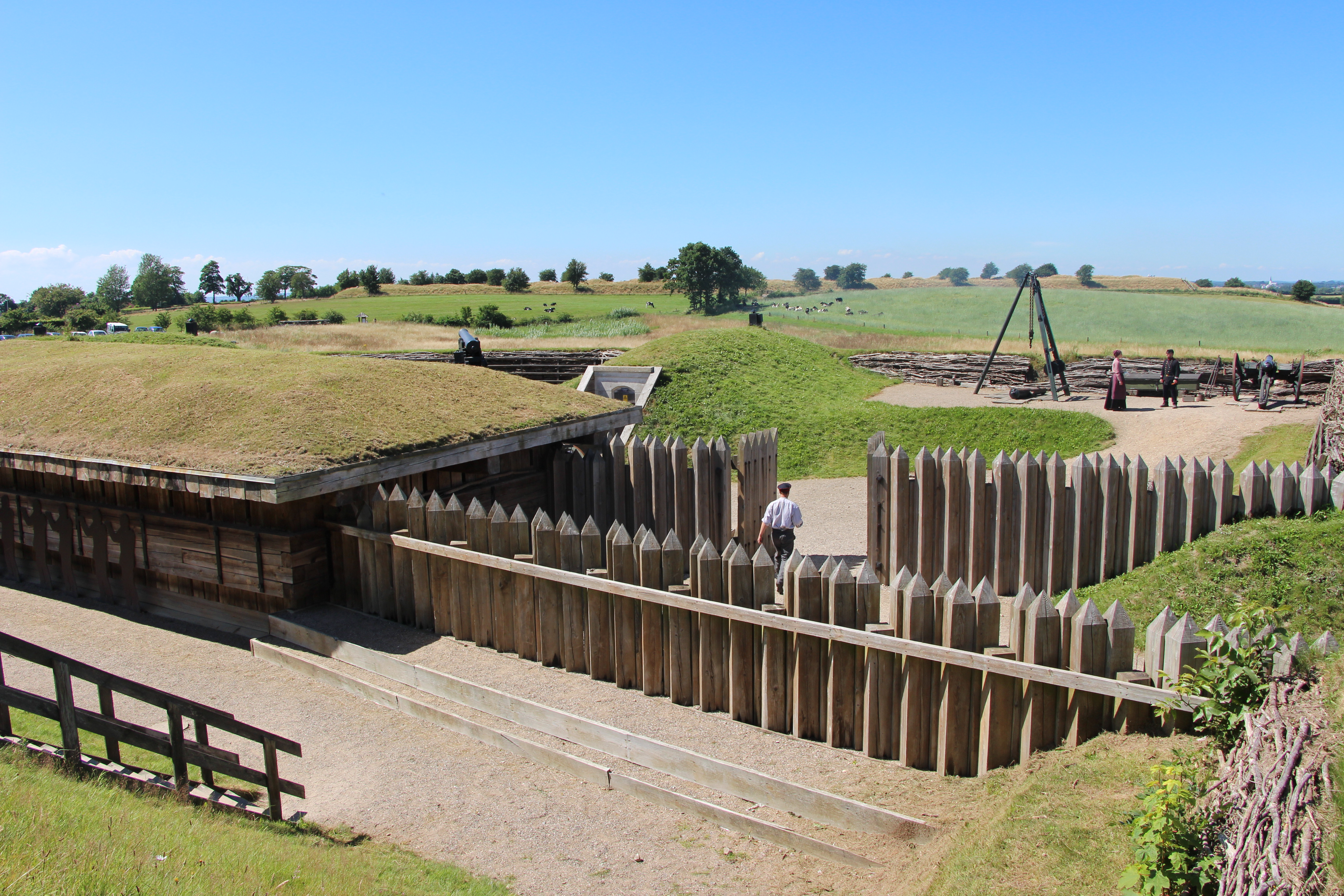
Nachbildung von Düppeler Schanzen im Historiecenter Dybbøl Banke
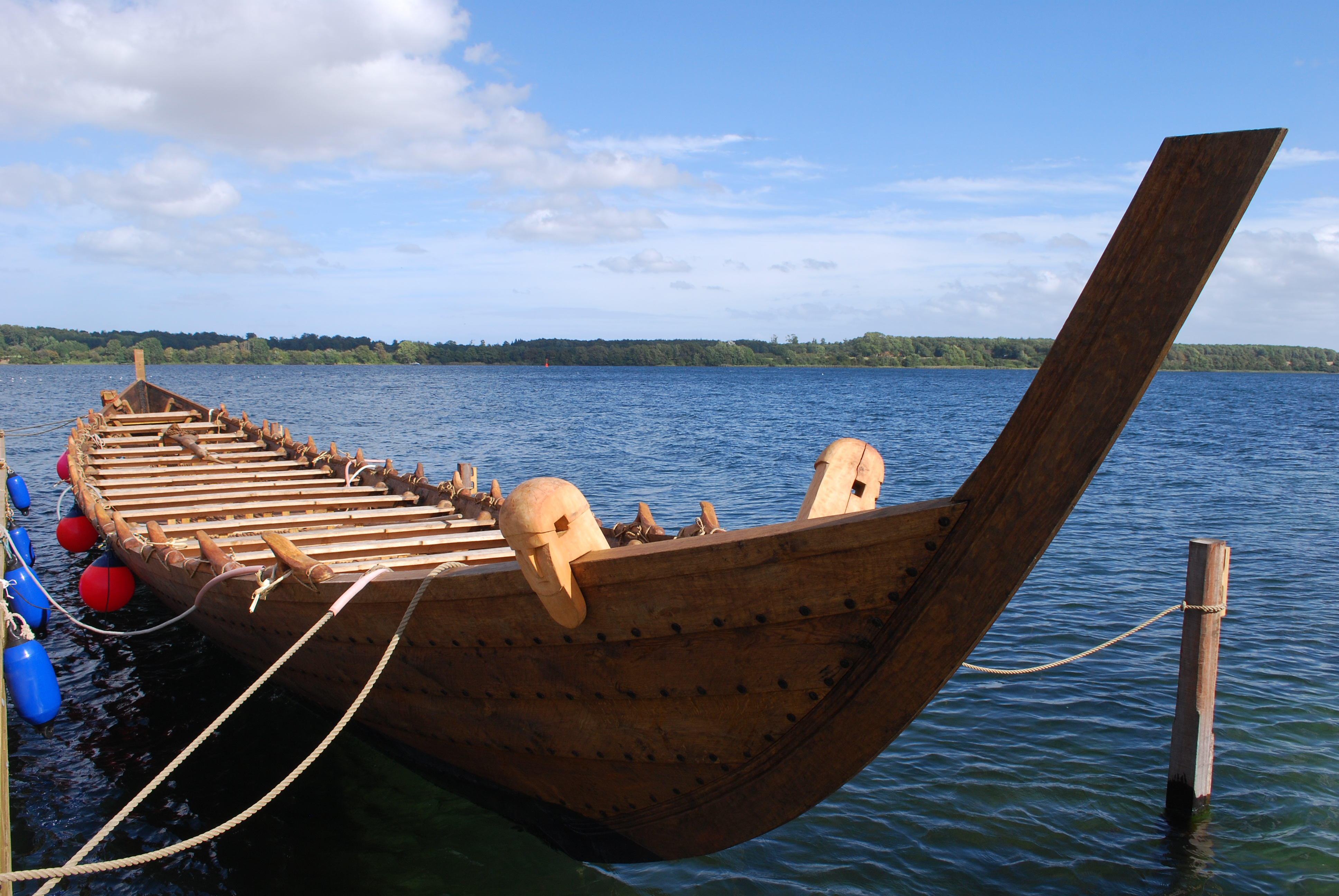
Moderner Nachbau des Nydambootes von ca. 340 (Sottrupskov, Original im Schloss Gottorf)
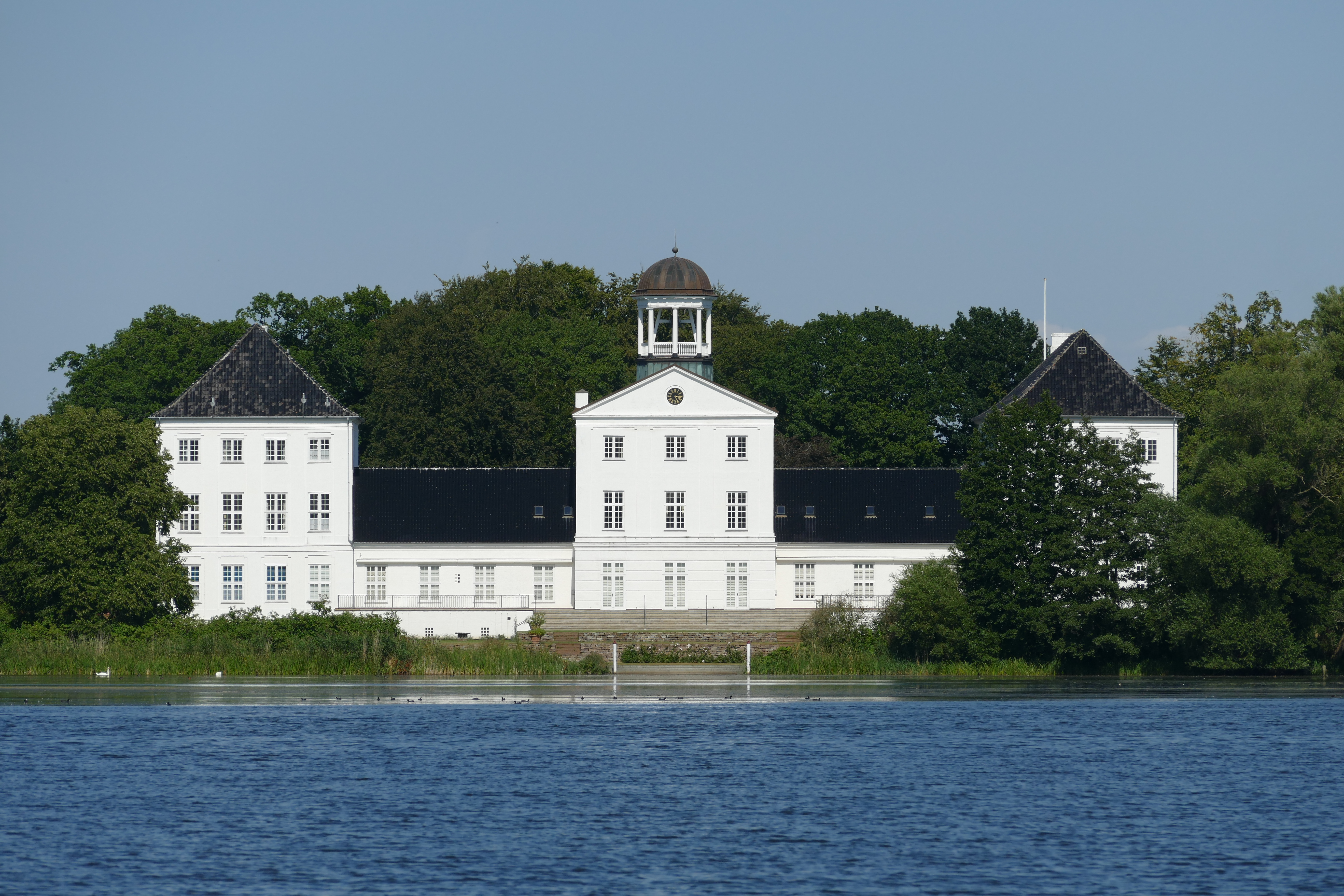
Schloss Gravenstein, die Sommerresidenz des dänischen Königshauses
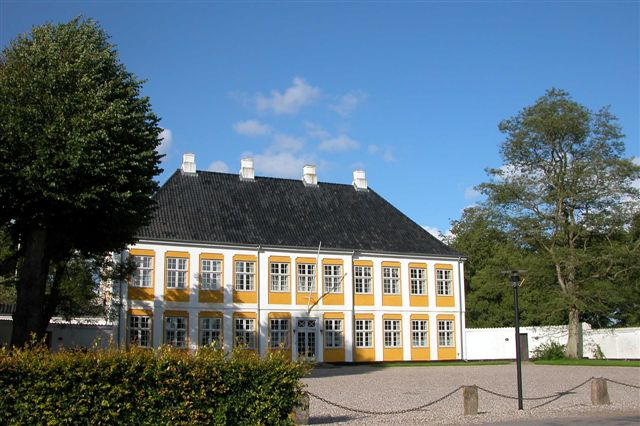
Schloss Sandbjerg, heute Seminarzentrum der Universität Aarhus
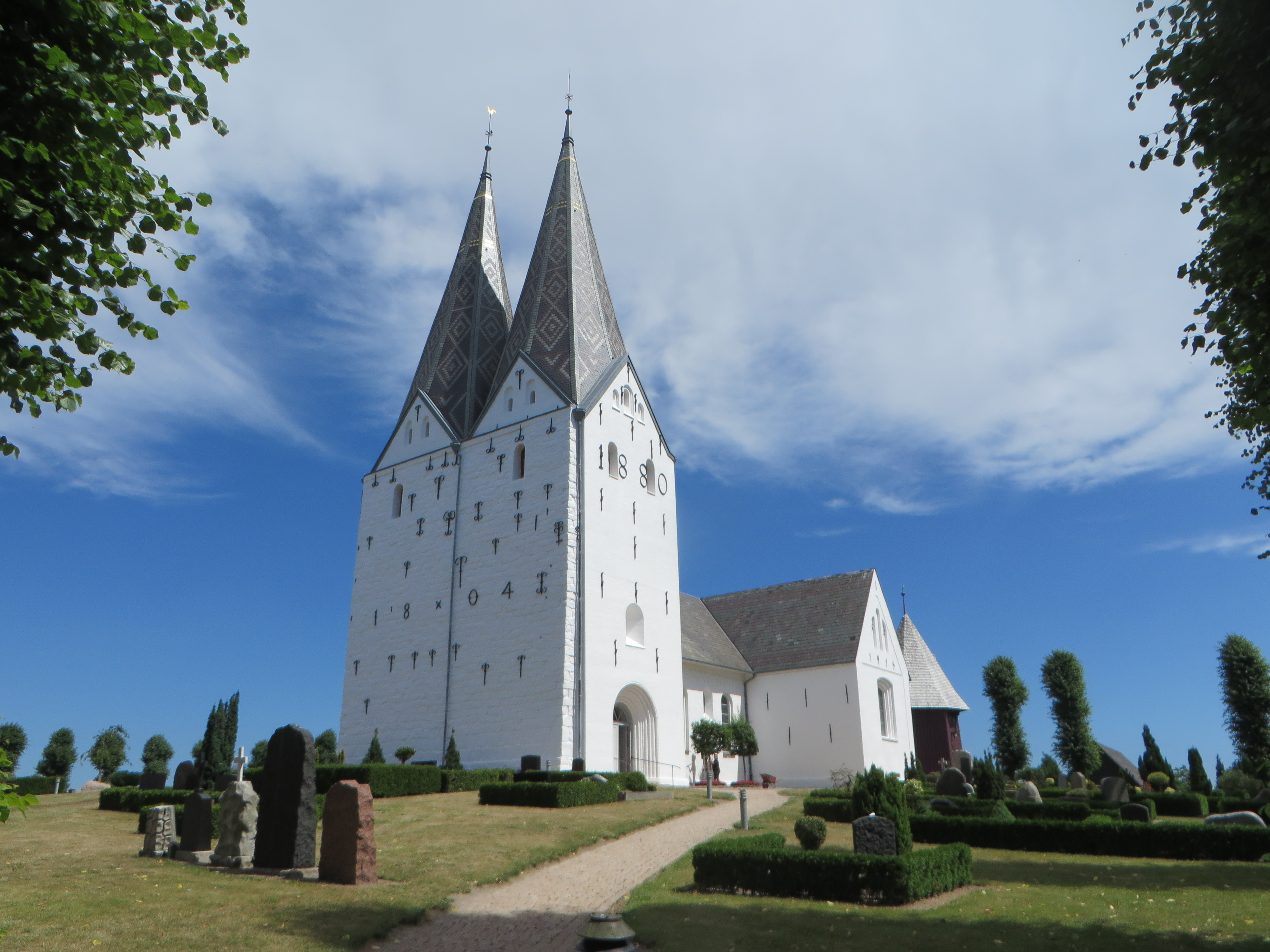
Broager Kirke (um 1200), Türme um 1300
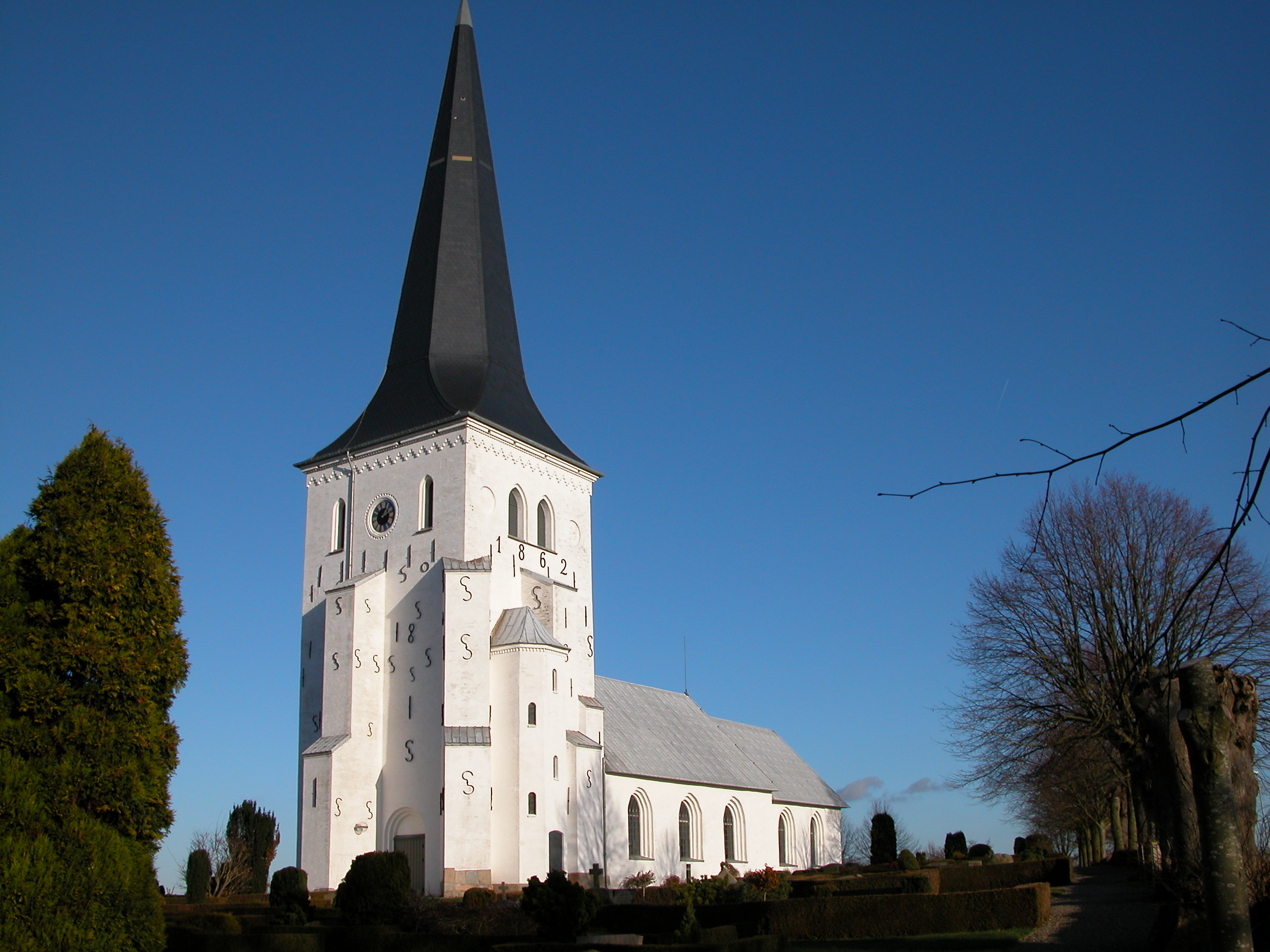
Sottrup Kirke (um 1200), Turm aus dem 14. Jh.